# 田中敏幸
田中敏幸（たなか としゆき）は、慶應義塾大学理工学部物理情報工学科信号・画像処理研究室教授。工学博士（慶應義塾大学）、パソコン利用技術学会常任理事。

## 略歴
- 1982年 慶應義塾大学工学部計測工学科卒業
- 1989年 慶應義塾大学大学院博士課程（計測工学専攻）修了

## 専攻
GPSおよび画像・音声信号処理

## 著作
- C言語によるプログラミングの基礎（2002年、コロナ社、ISBN 9784339023916）
- 数値計算法基礎（2006年、コロナ社、ISBN 9784339060782）
- C言語プログラミング入門―C99対応―（2009年、コロナ社、ISBN 9784339024425）